# Hạm đội tám-tám
Chương trình hạm đội tám tám (八八艦隊 Hachihachi Kantai) là một chiến lược hải quân nhằm định hướng sự phát triển của Hải quân Đế quốc Nhật Bản cho giai đoạn đầu thế kỷ 20. Chiến lược này yêu cầu Hải quân Nhật phải đóng và duy trì một hạm đội bao gồm tám thiết giáp hạm và tám tàu tuần dương tối tân (ban đầu là tàu tuần dương bọc giáp nhưng sau này trở thành tàu thiết giáp tuần dương và thiết giáp hạm nhanh)

## Lịch sử phát triển
Khái niệm "Hạm đội tám-tám" bắt nguồn từ kết quả của cuộc Chiến tranh Nga–Nhật mà cụ thể là Chính sách Phòng thủ Đế quốc năm 1907 được soạn thảo nhằm cân bằng nhu cầu của chính quyền dân sự, hải quân và lục quân. Chính sách yêu cầu việc đóng một hạm đội chiến tuyến bao gồm tám thiết giáp hạm loại tối tân nhất với trọng tải 20 000 tấn mỗi tàu và tám tàu tuần dương bọc giáp với trọng tải 18 000 tấn mỗi tàu. Hạm đội sẽ được chia làm hai cánh quân trong đó cánh thiết giáp hạm sẽ đối đầu trực tiếp với hạm đội đối phương giữ chân kẻ thù để để cánh cơ động bao gồm các tàu tuần dương có thể đánh chặn đầu đối phương. Bản kế hoạch còn yêu cầu việc đóng các tàu loại nhỏ hơn để bổ trợ hạm đội như là các loại tàu tuần dương và tàu khu trục.
Kế hoạch này được dựa trên học thuyết mang trường phái Mahan của Đại tá Hải quân Satō Tetsutarō. Tetsutarō xác định rằng vấn đề an ninh Đế quốc Nhật chỉ có thể được đảm bảo nếu Nhật sở hữu một hải quân đủ khả năng đánh bại lực lượng của mối đe dọa tiềm năng lớn nhất của họ.
Trong bản Chính sách Phòng thủ Đế quốc năm 1907, Hải quân Nhật xác định mối đe dọa lớn nhất này đã chuyển từ Đế quốc Nga sang Hoa Kỳ. Tuy nhiên, vào năm 1907, giữa Đế quốc Nhật và Mỹ không có bất kỳ xung đột về lợi ích và cả hai chính phủ không có ý định đối đầu với nhau về vấn đề tiềm năng nào. Bản chính sách năm 1907 được soạn thảo nhằm nâng tầm quan trọng của Hải quân nhiều hơn là xác định vấn đề an ninh đế quốc. Mục đích của việc chọn Mỹ làm kẻ thù số một và đề suất hạm đội tám-tám đóng vai trò kiếm cớ để Hải quân tranh giành ngân sách với Lục quân, đảm bảo vị thế chính trị của Hải quân và cho phép Hải quân thực hiện được các chương trình tốn kém của họ.
Chiến lược Hải quân của Nhật yêu cầu duy trì một lực lượng tương đương với 70% lực lượng của kẻ thù được xác định cùng với yêu cầu đảm bảo lợi thế về chất lượng của các hệ thống chiến đấu. Hạm đội tám-tám được thiết kế để đối trọng với Hải quân Hoa Kỳ giả định với lực lượng bao gồm 25 thiết giáp hạm và tuần dương hạm. Các nhà lý luận hải quân định ra lực lượng bao gồm tám thiết giáp hạm tối tân nhất và tám tàu tuần dương để có thể dành ưu thế trong chiến trường Thái Bình Dương. Khi đề án ngân sách đóng tàu được Bộ trưởng Bộ Hải quân Nhật Đô đốc Yamamoto Gonnohyōe trình lên Quốc hội Nhật Bản, ngân sách yêu cầu lớn hơn gấp đôi toàn bộ ngân sách quốc gia của cả nước Nhật lúc bấy giờ.
Chi phí đắt đỏ của kế hoạch gây ra nhiều tranh cãi trong nội bộ nước Nhật và trong toàn bộ thời gian tồn tại của chương trình thì chỉ có một lần duy nhất Quốc hội Nhật phê duyệt ngân sách để đóng đủ "tám-tám" tàu. Một vấn đề lớn khác là yêu cầu về lợi thế chất lượng bắt buộc việc đóng tàu mới phải diễn ra liên tục dẫn đến hiện trạng tàu đóng ở giai đoạn đầu thì được coi là lỗ thời nhưng thiếu hụt về ngân sách và cơ sở hạ tầng không cho phép tàu mới ra lò đủ nhanh để thay thế chúng.
Các phiên bản bớt tốn kém của kế hoạch cũng được đề ra nhằm đảm bảo sự chấp thuận của quốc hội bao gồm một kế hoạch "tám-bốn" hoặc kế hoạch "tám-sáu".

### Hạm đội "tám-tám" đầu tiên

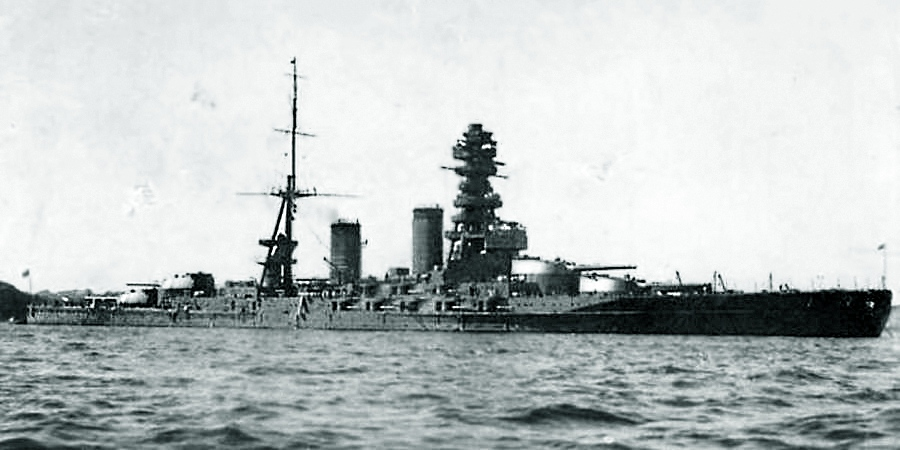
Mutsu, một thiết giáp hạm dreadnought lớp Nagato, đang thả neo, ngay sau khi hoàn thành.

Nỗ lực đầu tiên để triển khai hạm đội tám tám là vào năm 1910 khi tổng tham mưu hải quân đưa đề án đóng tám thiết giáp hạm và tám tàu tuần dương bọc giáp ( sau này sửa đổi thành tàu thiết giáp tuần dương). Do yêu cầu chính trị, đề án bị giảm xuống còn một thiết giáp hạm và ba tàu tuần dương bọc giáp. Đề án cuối cùng được nội các và quốc hội đồng ý bao gồm một thiết giáp hạm và bốn thiết giáp tuần dương. Bốn chiếc thiết giáp tuần dương trở thành bốn tàu lớp Kongō (Kongō, Hiei, Kirishima, Haruna) còn chiếc thiết giáp hạm là tàu đầu tiên của lớp siêu-Dreadnougth Fusō. Cả hai đều là thiết kế hiện đại nhất thời bấy giờ.
Trương trình đóng tàu năm 1913 được chấp thuận, cho phép Hải quân Nhật đóng thêm ba thiết giáp hạm nữa. Hạm đội bây giờ đạt được mức "bốn-bốn". Các tàu được chấp thuận bao gồm chiếc Fusō thứ hai Yamashiro và hai tàu thiết kế Fusō cải tiến lớp Ise là Ise và Hyūga.
Năm 1915, Hải quân đưa đề xuất đóng thêm bốn thiết giáp hạm để đạt mức hạm đội "tám-bốn" nhưng bị quốc hội từ chối. Tuy nhiên đến năm 1916 thì Quốc hội đổi ý chấp thuận đóng thêm một thiết giáp hạm và hai thiết giáp tuần dương. Đến năm 1917, nhằm đối phó với chương trình đóng tàu của Hải quân Mỹ (bao gồm mười thiết giáp hạm và sáu thiết giáp tuần dương mới), Quốc hội chấp thuần thêm ba thiết giáp hạm. Năm 1918, Quốc hội lại chấp thuận nốt hai thiết giáp tuần dương. Đến giai đoạn này thì "Hạm đội tám-tám" đã được hoàn toàn chấp thuận.
Khi kế hoạch đóng tàu được hoàn thiện, nó bao gồm ba lớp tàu mới. Hai thiết giáp hạm lớp Nagato (Nagato và Mutsu), hai thiết giáp hạm lớp Tosa (Tosa và Kaga) và bốn tàu thiết giáp tuần dương lớp Amagi (Amagi, Akagi, Atago và Takao). Tất cả các tàu đều là tàu chiến hiện đại mang pháo cỡ nòng 16 in (40,64 cm). Trong các tàu kể chên, chỉ có bốn tàu được hoàn thiện. Lớp Nagato được hoàn thành trong khi Akagi lớp Amagi và Kaga lớp Tosa thì cải biến thành tàu sân bay. Do hoàn cảnh của Hiệp ước Washington và Thảm họa động đất Kanto, Tosa và các chiếc Amagi còn lại phải bị hủy bỏ.

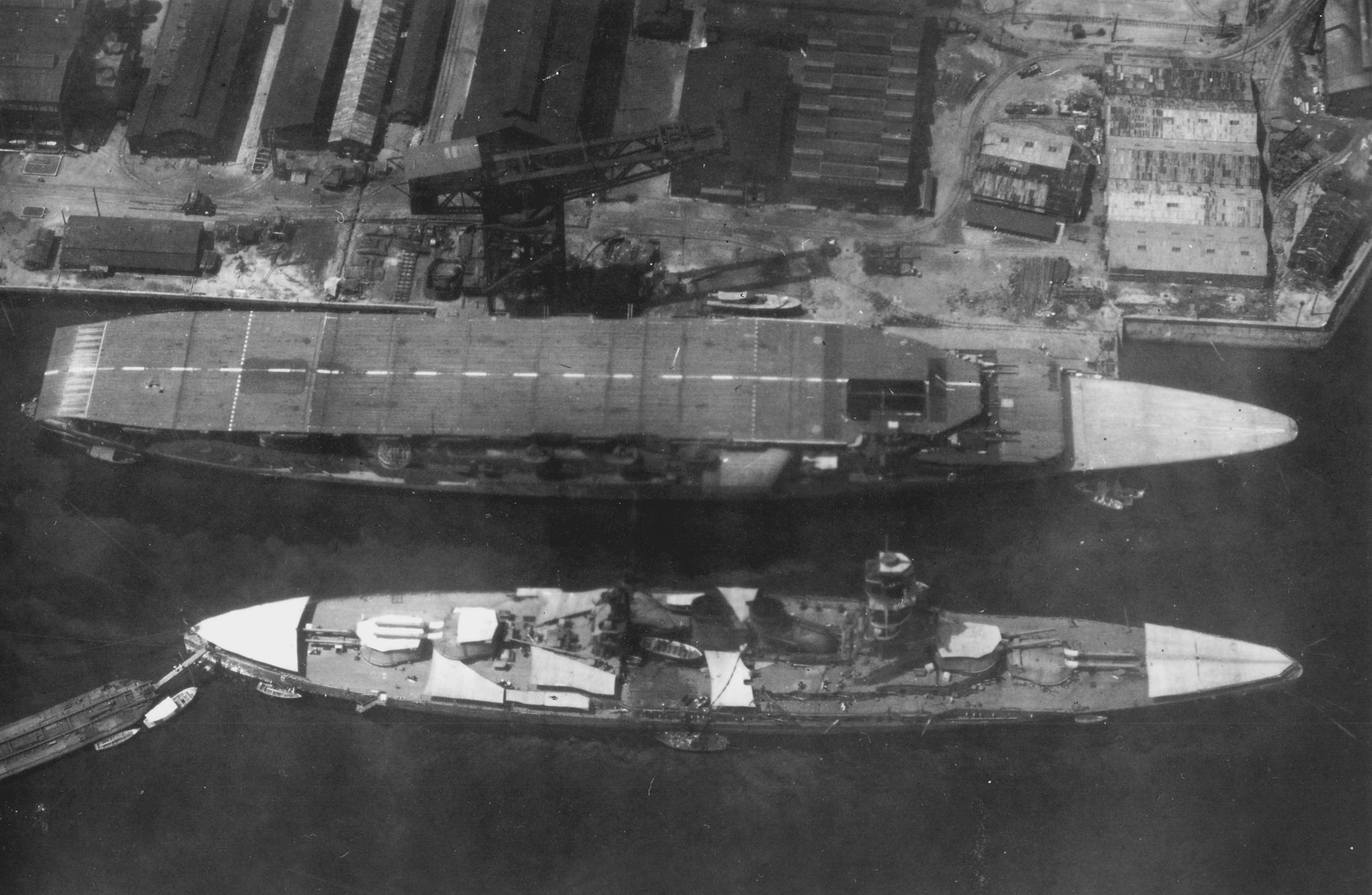
Năm 1930: Nagato(dưới) và Akagi(trên) sau khi cải biến thành tàu sân bay. Hai tàu thuộc thế hệ cuối của kế hoạch tám-tám thứ nhất và thế hệ đầu của kế hoạch tám-tám thứ hai.

### Hạm đội "tám-tám" thứ hai
Do chênh lệch quá lớn về khả năng chiến đấu giữa các tàu đời đầu và các thiết kế mới được chấp thuận, kế hoạch "tám-tám" buộc phải bắt đầu lại. Nagato được chọn là chiếc đầu tiên của đề án mới và tất cả các tàu cũ hơn nó bị loại khỏi danh sách. Từ đây, Hải quân Nhật bắt đầu lại kế hoạch của mình với một hạm đội "bốn-bốn".
Động lực lớn nhất dẫn đến động thái này của Hải quân Nhật là kế hoạch bành trướng năm 1919 của Tổng thống Mỹ Woodrow Wilson mà trong đó bao gồm việc đóng thêm 16 tàu chủ lục mới cùng với 16 tàu đã được chấp thuận từ trước. Năm 1920, Thủ tướng Nhật Hara Takashi và Quốc hội Nhật miễn cưỡng chấp thuận kết hoạch đóng tàu mới với mục tiêu đến năm 1927 phải đạt được con số "tám-tám". Thiết kế đầu tiên được lựa chọn là bốn thiết giáp hạm nhanh lớp Kii nhằm tăng lực lượng của cánh quân tấn công cơ động gồm lớp Amagi. Tiếp theo là bốn tàu lớp số 13 mang súng 46 cm sẽ bổ trợ cho hạm đội thiết giáp bao gồm lớp Nagato và Tosa.

## Hiệp ước Hải quân Washington
Chi phí đắt đỏ của cuộc đua vũ trang này ảnh hưởng không chỉ tới Nhật mà còn Đế quốc Anh cạn kiệt do Thế chiến thứ nhất và nước Mỹ đang trở nên hướng nội. Dưới sự đề xuất của Tổng thống Mỹ đương thời Warren Harding, cả ba nước cùng với các cường quốc hàng hải khác cùng nhau họp tại Hội nghị Washington và kí kết hiệp ước Washington chấm dức cuộc chạy đua vũ trang. Điều khoản hiệp ước bắt buộc tất cả các bên phải dừng tất cả các chương trình đóng tàu ngay lập tức với một số tàu được giữ lại với mục đích đặc biệt. Nhật được đặc cách giữ chiếc Mutsu mới được hoàn thành do nó có ý nghĩa tinh thần đối với người dân Nhật vì kinh phí một phần đến từ tiền đóng góp từ học sinh Nhật. Bù lại, Mỹ được hoàn thành thêm hai tàu lớp Colorado và Anh được đóng một lớp hai tàu mới mà sau này trở thành lớp Nelson. Trong số bốn tàu đang đóng của Nhật (Tosa, Kaga, Amagi và Akagi), hai tàu sẽ được lựa chọn để cải biến thành tàu sân bay với hai tàu còn lại phải bị tháo giỡ hoặc dùng làm tàu mục tiêu. Ban đầu hai chiếc lớp Amagi được chọn nhưng thảm họa động đất Kanto gây hư hại đáng kể cho chiếc Amagi buộc Nhật phải thay nó bằng chiếc Kaga. Amagi cuối cùng thì bị tháo giỡ còn Tosa thì được dùng làm mục tiêu với ảnh hưởng lâu dài đối với thiết kế đạn pháo tàu Nhật.
Hiệp ước còn đặt hạn mức trọng tải tàu chủ lực tối đa của Nhật bằng 60% của Mỹ hoặc Anh dưới mức 70% của Chiến lược của Nhật. Nó bị phản đối bởi nhiều sĩ quan Hải quân bao gồm cả cha đẻ của kế hoạch "hạm đội tám-tám" Đô đốc Satō Tetsutarō. Các sĩ quan này cùng nhau lập bè phái gọi là Phe Hạm đội để xây dựng sức ảnh hưởng. Họ sẽ sau này buộc nước Nhật phải rút khỏi hiệp ước.
Dù bị giới hạn bởi hiệp ước nhưng các triết gia hải quân Nhật vẫn tiếp tục phát triển tư tưởng về "hạm đội tám-tám" với một phiên bản tích hợp cả tàu sân bay và lực lượng không quân hải quân nhưng ảnh hưởng của hiệp ước buộc họ phải từ bỏ ước mơ này,

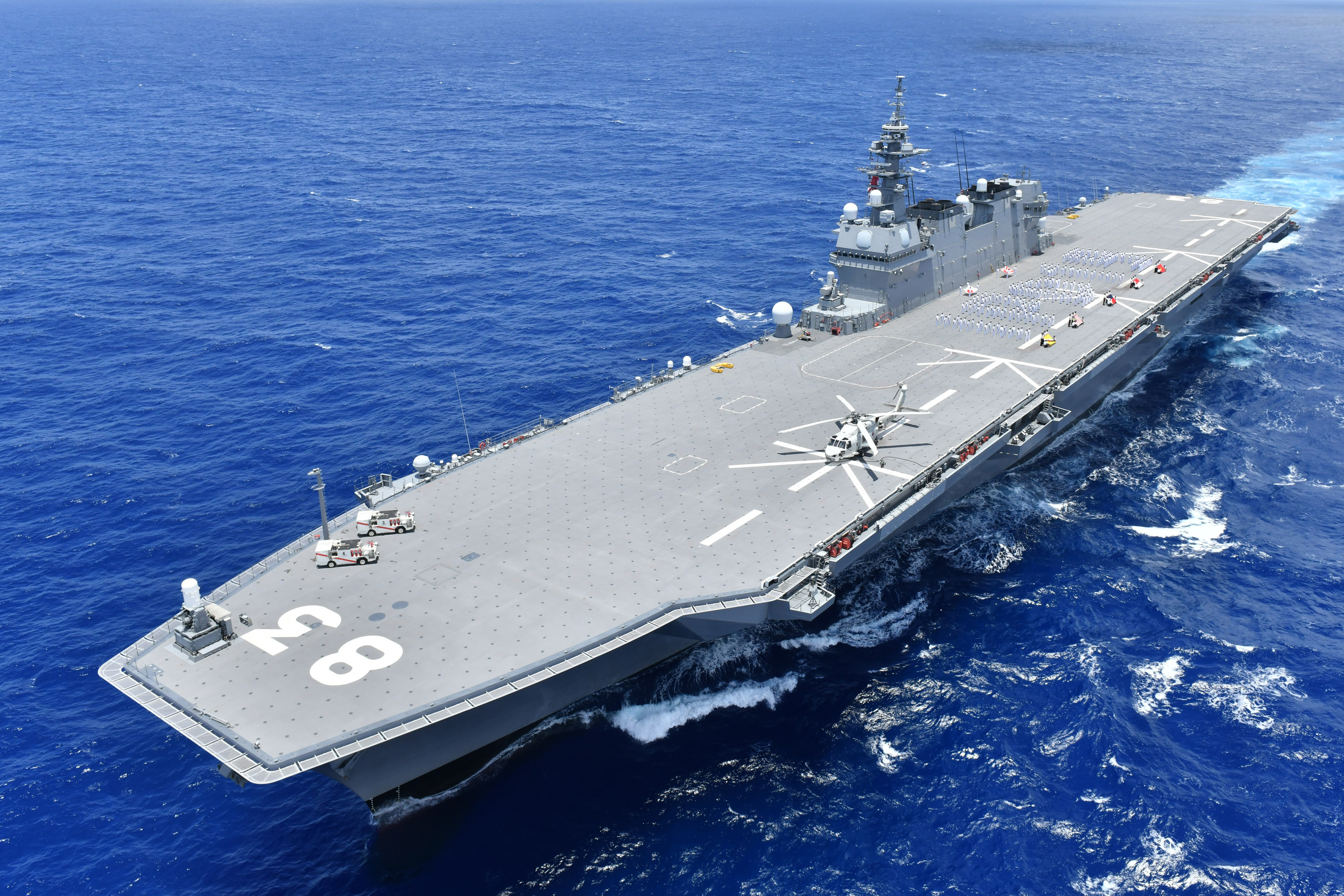
JS Izumo. Tàu chiến chủ lực và lớn nhất của Nhật kể từ Thế Chiến thứ hai

## Hạm đội "tám-tám" hiện đại
Lấy ý tưởng từ Kế hoạch "Hạm đội tám-tám" của Hải quân Đế quốc Nhật, Lực lượng Phòng vệ Biển Nhật Bản(JMSDF) cũng đưa ra đề án hạm đội "tám-tám" bao gồm tám tàu khu trục mang theo tám trực thăng. Kế hoạch này yêu cầu một lực lượng gồm tám tàu hộ tống bao gồm một tàu hộ tống mang chực thăng đóng vai trò chỉ huy, hai tàu mang tên lửa dẫn đường phòng không và năm tàu bảo vệ hạm đội cùng với tám chực thăng trong đó các tàu bảo vệ mỗi tàu mang một chiếc còn lại ba chiếc sẽ được mang bởi tàu hộ tống mang chực thăng. JMSDF sẽ có bốn hạm đội với cơ cấu này điều về bốn quân khu hải quân chủ lực ở Yokosuka, Kure, Sasebo và Maizuru.
Phiên bản mới của mô hình này không còn yêu cầu chính xác về số tàu và chực thăng mà bây giờ bao gồm một tàu sân bay hạng nhẹ chủ yếu mang chực thăng nhưng có tiềm năng mang máy bay chiến đấu, hai tàu mang hệ thống chiến đấu AEGIS với mục đích phòng không và đánh chặn tên lửa đạn đạo và tên lửa xuyên lục địa cùng với các tàu hộ tống hạm đội với khả năng chiến đấu khác nhau. Tất cả các tàu trên đều có khả năng đậu và chứa trực thăng quân sự. Mỗi hạm đội được chia thành hai hải đội. Một hải đội bao gồm một tàu sân bay, một tàu Aegis và các tàu hộ tống với chiếc Aegis thứ hai và các tàu hộ tống còn lại được chia vào hải đội thứ hai. Như vậy, mỗi hạm đội sẽ bao gồm một tàu sân bay đóng vai trò kỳ hạm, hai chiếc Aegis và các tàu hộ tống chia đôi.